# Ferréz
Ferréz (Reginaldo Ferreira da Silva) (né en 1975 à São Paulo au Brésil) est un écrivain, rappeur et militant brésilien.

## Biographie
Ferréz est le nom de plume de Reginaldo Ferreira da Silva, en hommage aux héros populaires Lampião et Zumbi, défenseurs des majorités opprimées dans le pays. Fils d’un chauffeur de taxi et d’une domestique, l’écrivain Ferréz, leader communautaire de la favela Capão Redondo à São Paulo – tristement célèbre pour son taux élevé d’homicides – confie que la littérature a été pour lui une planche de salut.
Pendant sa jeunesse, il enchaîne les petits boulots sans pour autant jamais se séparer des livres, même s’il devait parfois perdre des heures dans les transports en commun pour aller jusqu’à la bibliothèque la plus proche et lire ses auteurs préférés. En 1997, il auto-édite son premier livre : Fortaleza da Desilusão (La Forteresse de la Désillusion) mais c'est en 2000 que le roman Capão Pecado - du nom de la banlieue qu'il habite -  le révèle au grand public.
Tous ses romans décrivent cruellement le quotidien violent de son quartier. Se basant sur des faits et des personnages réels de sa favela, s’imprégnant des thèmes qu’il combat et avec lesquels il cohabite, Ferréz réfléchit également dans son œuvre sur le racisme, la pauvreté et la violence. Pour lui, vivre à São Paulo, c’est survivre. La faim est à tous les coins de rue, la mort est partout.
Ferréz a créé un nouveau type de littérature, la littérature marginale faite par les exclus pour les exclus en marge du pouvoir central. Pour promouvoir ce mouvement, lié au mouvement culturel plus large du hip-hop, Ferréz a fondé le label éditorial "Selo Povo". À travers les nouvelles, les romans, les livres pour enfants, les pièces de théâtre et scripts pour la télé, les bandes-dessinées et les textes de rap, Ferréz est emblématique de cette nouvelle génération d’écrivains urbains qui cherchent à dénoncer la guerre sociale invisible qui gangrène le Brésil.

## Œuvres
- Manuel pratique de la haine, Editions Anacaona, 2009  (ISBN 9782918799009)
- Je suis favela, Editions Anacaona, 2011  (ISBN 9782918799016)
- Je suis toujours favela, Editions Anacaona, 2013  (ISBN 9782918799016)
- Favela Chaos, l'innocence se perd tôt, Editions Anacaona, 2015  (ISBN 978-2-918799-79-5). Historia em quadrinhos (desenho : Alexandre De Maio).

## Œuvres non éditées en France
- Fortaleza da Desilusão, 1997
- Capão Pecado, 2005
- Amanhecer Esmeralda, 2005
- Ninguém É Inocente em São Paulo, 2006